# Torneo de Pekín 2024
El China Open 2024 fue un torneo de tenis que perteneció tanto a la ATP en la categoría de ATP Tour 500 como a la WTA en la categoría WTA 1000. Los eventos femeninos y los eventos masculinos se llevaron a cabo en el Centro de Tenis del Parque Olímpico de Pekín (Olympic Green Tennis Center, en inglés) de Pekín, China, del 25 de septiembre al 6 de octubre para los hombres, y del 26 de septiembre al 2 de octubre para las mujeres sobre pista dura.

## Puntos y premios

### Distribución de puntos
| Categoria            | G   | F   | SF  | CF  | R16 | R32 | C  | C2 | C1 |
| Individual masculino | 500 | 330 | 200 | 100 | 50  | 0   | 25 | 13 | 0  |
| Dobles masculino     | 500 | 300 | 180 | 90  | –   | –   | 45 | 25 | 0  |

| Modalidad           | G    | F   | SF  | CF  | R16 | R32 | R64 | C  | C2 | C1 |
| Individual femenino | 1000 | 650 | 390 | 215 | 120 | 65  | 10  | 30 | 20 | 1  |
| Dobles femenino     | 1000 | 650 | 390 | 215 | 120 | 1   | —   | —  | —  | —  |

## Cabezas de serie

### Individuales masculino
| Tenista          | Ranking | Preclasificado |
| Jannik Sinner    | 1       | 1              |
| Carlos Alcaraz   | 3       | 2              |
| Daniil Medvédev  | 5       | 3              |
| Andrey Rublev    | 6       | 4              |
| Grigor Dimitrov  | 10      | 5              |
| Lorenzo Musetti  | 19      | 6              |
| Karen Khachanov  | 23      | 7              |
| Aleksandr Búblik | 27      | 8              |

- Ranking del 16 de septiembre de 2024.[3]

### Dobles masculino
| Tenista                         | Ranking | Preclasificado |
| Simone Bolelli Andrea Vavassori | 21      | 1              |
| Rohan Bopanna Ivan Dodig        | 31      | 2              |
| Harri Heliövaara Henry Patten   | 32      | 3              |
| Neal Skupski Michael Venus      | 37      | 4              |

### Individuales femenino
| N.º | Rank. | Tenista                  | Puntos | Puntos por defender | Puntos ganados | Nuevos puntos | Ronda hasta la que avanzó en el torneo             |
| 1   | 2     | Aryna Sabalenka          | 8716   | 215                 | 215            | 8716          | Cuartos de final, perdió ante Karolína Muchová     |
| 2   | 3     | Jessica Pegula           | 6220   | 120                 | 120            | 6220          | Cuarta ronda, perdió ante Paula Badosa [15]        |
| 3   | 5     | Jasmine Paolini          | 5348   | 120                 | 65             | 5293          | Tercera ronda, perdió ante Magda Linette [31]      |
| 4   | 6     | Cori Gauff               | 4983   | 390                 | 1000           | 5593          | Final, venció a Karolína Muchová                   |
| 5   | 7     | Qinwen Zheng             | 3980   | 10                  | 390            | 4250          | Semifinales, perió ante Karolína Muchová           |
| 6   | 8     | Emma Navarro             | 3698   | 10                  | 10             | 3698          | Segunda ronda, perió ante Shuai Zhang [WC]         |
| 7   | 10    | Barbora Krejčíková       | 3161   | 10                  | 10             | 3161          | Segunda ronda, perió ante Jaqueline Cristian       |
| 8   | 13    | Jeļena Ostapenko         | 2963   | 215                 | 0              | 2748          | Baja antes de la primera ronda.                    |
| 9   | 11    | Daria Kasatkina          | 3020   | 65                  | 65             | 3020          | Tercera ronda, perió ante Amanda Anisimova [34]    |
| 10  | 14    | Anna Kalinskaya          | 2725   | 20                  | 120            | 2825          | Cuarta ronda, perdió ante Yuliia Starodubtseva [Q] |
| 11  | 15    | Liudmila Samsonova       | 2720   | 650                 | 10             | 2080          | Segunda ronda, perió ante Cristina Bucșa           |
| 12  | 16    | Diana Shnaider           | 2685   | (109)               | 65             | 2641          | Tercera ronda, perió ante Magdalena Fręch [23]     |
| 13  | 12    | Beatriz Haddad Maia      | 2981   | 10                  | 65             | 3036          | Tercera ronda, perió ante Madison Keys [18]        |
| 14  | 18    | Marta Kostyuk            | 2493   | 120                 | 10             | 2383          | Segunda ronda, perió ante Katie Volynets           |
| 15  | 19    | Paula Badosa             | 2325   | 1                   | 390            | 2714          | Semifinales, perió ante Coco Gauff [4]             |
| 16  | 20    | Donna Vekić              | 2243   | 10                  | 65             | 2298          | Tercera ronda, perió ante Mirra Andreeva [16]      |
| 17  | 22    | Mirra Andreeva           | 2153   | 150                 | 215            | 2273          | Cuartos de final, perió ante Qinwen Zheng [5]      |
| 18  | 24    | Madison Keys             | 2076   | 0                   | 120            | 2196          | Cuarta ronda, perió ante Aryna Sabalenka [1]       |
| 19  | 25    | Anastasia Pavlyuchenkova | 2021   | 10                  | 0              | 2011          | Baja antes de la primera ronda.                    |
| 20  | 28    | Leylah Fernandez         | 1834   | 10                  | 10             | 1834          | Segunda ronda, perió ante Peyton Stearns           |
| 21  | 32    | Yulia Putintseva         | 1733   | 95                  | 10             | 1619          | Segunda ronda, perió ante Naomi Osaka              |
| 22  | 33    | Ekaterina Alexandrova    | 1733   | 10                  | 10             | 1733          | Segunda ronda, perió ante Rebecca Šramková [Q]     |
| 23  | 31    | Magdalena Fręch          | 1743   | 10                  | 120            | 1853          | Cuarta ronda, perdió ante Shuai Zhang [WC]         |
| 24  | 29    | Elise Mertens            | 1749   | 10                  | 65             | 1804          | Tercera ronda, perió ante Cristina Bucșa           |
| 25  | 35    | Dayana Yastremska        | 1603   | 1                   | 10             | 1612          | Segunda ronda, perió ante Nadia Podoroska          |
| 26  | 34    | Katie Boulter            | 1655   | 95                  | 65             | 1625          | Tercera ronda, perió ante Coco Gauff [4]           |
| 27  | 37    | Kateřina Siniaková       | 1474   | 10                  | 10             | 1474          | Segunda ronda, perió ante Yuliia Starodubtseva [Q] |
| 28  | 38    | Anastasia Potapova       | 1427   | 10                  | 10             | 1427          | Segunda ronda, perió ante Greet Minnen             |
| 29  | 40    | Lulu Sun                 | 1375   | 6                   | 10             | 1379          | Segunda ronda, perió ante Ashlyn Krueger           |
| 30  | 41    | Yue Yuan                 | 1349   | 65                  | 10             | 1294          | Segunda ronda, perió ante Karolína Muchová         |
| 31  | 45    | Magda Linette            | 1311   | 120                 | 120            | 1311          | Cuarta ronda, perdió ante Mirra Andreeva [17]      |
| 32  | 39    | Veronika Kudermetova     | 1398   | (470)               | 65             | 933           | Tercera ronda, perió ante Jessica Pegula [2]       |
| 33  | 98    | Caroline Dolehide        | 703    | 1                   | 10             | 712           | Segunda ronda, perió ante Elina Avanesyan          |
| 34  | 39    | Amanda Anisimova         | 1276   | 0                   | 120            | 1396          | Cuarta ronda, perió ante Qinwen Zheng [5]          |

- Ranking del 16 de septiembre de 2024.

#### Bajas femeninas
| Clasif | Jugador             | Puntos Antes | Puntos a defender | Puntos ganados | Puntos después | Baja debido a         |
| ------ | ------------------- | ------------ | ----------------- | -------------- | -------------- | --------------------- |
| 1      | Iga Świątek         | 10 885       | (1110)            | 0              | 9795           | Motivos personales.   |
| 4      | Elena Rybakina      | 5871         | 390               | 0              | 5481           | Lesión en la espalda. |
| 9      | Danielle Collins    | 3718         | (1)               | 0              | 3177           | Enfermedad.           |
| 17     | María Sákkari       | 2517         | (399)             | 0              | 2118           | Lesión en el hombro.  |
| 21     | Ons Jabeur          | 2160         | (335)             | 0              | 1825           | Lesión en el hombro.  |
| 23     | Victoria Azarenka   | 2137         | 10                | 0              | 2127           |                       |
| 26     | Linda Nosková       | 1953         | (40)              | 0              | 1913           | Motivos personales.   |
| 27     | Elina Svitolina     | 1942         | 0                 | 0              | 1942           | Lesión en el pie.     |
| 30     | Markéta Vondroušová | 1748         | 10                | 0              | 1738           | Lesión en el hombro.  |
| 36     | Caroline Garcia     | 1563         | (305)             | 0              | 1258           |                       |

### Dobles femenino
| Tenista                             | Ranking | Preclasificada |
| Gabriela Dabrowski Erin Routliffe   | 6       | 1              |
| Kateřina Siniaková Taylor Townsend  | 9       | 2              |
| Lyudmyla Kichenok Jeļena Ostapenko  | 11      | 3              |
| Caroline Dolehide Desirae Krawczyk  | 21      | 4              |
| Nicole Melichar Ellen Perez         | 23      | 5              |
| Sara Errani Jasmine Paolini         | 29      | 6              |
| Elise Mertens Zhang Shuai           | 35      | 7              |
| Chan Hao-ching Veronika Kudermetova | 44      | 8              |

## Campeones

### Individual masculino
Carlos Alcaraz venció a  Jannik Sinner por 6-7(6-8), 6-4, 7-6(7-3)

### Individual femenino
Coco Gauff venció a  Karolína Muchová por 6-1, 6-3

### Dobles masculino
Simone Bolelli /  Andrea Vavassori vencieron a  Harri Heliövaara /  Henry Patten por 4-6, 6-3, [10-5]

### Dobles femenino
Sara Errani /  Jasmine Paolini vencieron a  Chan Hao-ching /  Veronika Kudermetova por 6-4, 6-4